# Uông Trác Thành
Uông Trác Thành (tiếng Trung: 汪卓成, phiên âm: Wang Zhuo Cheng, sinh ngày 19 tháng 9 năm 1996) là một nam ca sĩ, người mẫu, diễn viên người Trung Quốc, được biết đến nhiều nhất với vai Giang Trừng trong bộ phim Trần Tình Lệnh.

## Tiểu sử
Năm 2012, Uông Trác Thành theo học tại Trường Trung học trực thuộc Học viện Âm nhạc Trung Quốc (Nhạc viện Trung Quốc).
Năm 2015, thi đỗ vào Học viện Hý kịch Trung ương, thành tích đạt hạng nhì trong nhóm nam sinh của hệ biểu diễn Nhạc kịch.
Năm 2017, khi còn đang là sinh viên năm thứ 2 Đại học, Uông Trác Thành kí hợp đồng với Hoa Nghị Huynh Đệ, trở thành nghệ sĩ dưới trướng công ty.

## Hoạt động nghệ thuật

### Phim Truyền hình
| Năm  | Phim                        | Vai                          | Bạn diễn                                 | Ghi chú                                         |
| ---- | --------------------------- | ---------------------------- | ---------------------------------------- | ----------------------------------------------- |
| 2019 | Kiếm Vương Triều            | Phong Thanh Hàm              | Lý Hiện, Lý Nhất Đồng                    | Quay năm 2017                                   |
| 2019 | Trần Tình Lệnh              | Giang Trừng (Giang Vãn Ngâm) | Vương Nhất Bác, Tiêu Chiến               |                                                 |
| 2019 | Bước vào kí ức của anh      | Dịch Minh Quân               | Triệu Chí Vỹ, Tống Nghiên Phi, Chung Kỳ  | [ 4 ]                                           |
| 2020 | Phù thế song kiều truyện    | Giang Thiệu                  | Mạnh Tử Nghĩa, Lý Trị Đình, Lý Nghệ Đồng | Vai chính                                       |
| 2021 | Gia Nam Truyện              | Triệu Khiếu                  | Tăng Thuấn Hy, Cúc Tịnh Y                |                                                 |
| 2021 | Nợ hồng nhan (Lost promise) | Mai Ánh Tuyết                | Dương Nghiệp Minh, Vu Văn Văn            | Chuyển thể từ Yên Chi Trái của Nhất Độ Quân Hoa |
| 2022 | Tim đập trên đầu lưỡi       | Wei Kete / "Victor"          | Nguyễn Kinh Thiên, Tống Tổ Nhi           |                                                 |
| TBA  | Tinh hán xán lạn            | Thái tử Yuan                 | Ngô Lỗi, Triệu Lộ Tư                     |                                                 |
| TBA  | Destiny of Love             |                              | Trần Quan Hồng, Hoàng Nhật Oánh          |                                                 |
| TBA  | Trọng Tử                    |                              | Dương Siêu Việt, Từ Chính Khê            |                                                 |
| TBA  | Trần Duyên                  |                              | Angelababy, Mã Thiên Vũ                  |                                                 |

### Nhạc kịch
| Năm  | Vở nhạc kịch     | Nhân vật       |
| ---- | ---------------- | -------------- |
| 2014 | Les Miserables   | Marius         |
| 2015 | Macbeth          | Macbeth        |
| 2016 | Giới Hạn         | Trình Hiểu Huy |
| 2016 | Spring Awakening | Melchior Gabor |
| 2019 | Oklahoma         | Chadley, Fred  |

### Âm nhạc
| Năm  | Ca khúc  | Ghi chú                                               |
| ---- | -------- | ----------------------------------------------------- |
| 2019 | Hận Biệt | Ca khúc của nhân vật Giang Trừng - OST Trần Tình Lệnh |

## Giải thưởng và đề cử
| Năm  | Giải thưởng                   | Hạng mục                                          | Phim được đề cử | Kết quả   | Ref.  |
| ---- | ----------------------------- | ------------------------------------------------- | --------------- | --------- | ----- |
| 2019 | Tencent Video All Star Awards | Giải thưởng Thế lực mới BXH Doki (Doki New Force) | Trần Tình Lệnh  | Đoạt giải | [ 5 ] |

### Cao trung
| Giải thưởng                           | Cuộc thi                                                                       |
| ------------------------------------- | ------------------------------------------------------------------------------ |
| Huy chương Bạc nhóm cao trung         | Cuộc thi thanh nhạc quốc tế người Hoa: Chinese International Vocal Competition |
| Huy chương Bạc nhóm cao trung         | Giải Grand Prix thanh nhạc cúp Khổng Tước                                      |
| Đạt hạng nhất nhóm nam sinh cao trung | Giải Grand Prix Aria Thanh Nhạc sinh viên quốc tế                              |